# Troia (album)
Troia è il primo album in studio del gruppo musicale italiano Gli Squallor, pubblicato nel 1973.

## Descrizione
Sul lato A la title track Troia presenta una citazione dall'Iliade (i famosi versi «Cantami o diva del pelide Achille l'ira funesta che infiniti lutti addusse... agli dei», poi corretto «agli Achei»), in cui compare un gioco di parole con il titolo della città e il nome della protagonista del poema epico Elena. Non mi mordere il dito è una cover di The Mosquito dei Doors. L'incipit di Raccontala giusta Alfredo è identico alla versione di Joe Cocker di With a little help from my friends dei Beatles. La canzone è cantata da Toto Savio, voce di tutte le canzoni "cantate" del gruppo. Il silenzio è il risultato di due onomatopee "shhh!" e dell'intimazione "silenzio!", pronunciate da Cerruti, con alcuni istanti di silenzio tra l'una e l'altra. Morire in Porsche, cantata da Cerruti con accento francese, è una cover di Sex Shop di Serge Gainsbourg. 
Sul lato B La risata triste è una cover, peraltro quasi del tutto identica all'originale, del brano Slush dei Bonzo Dog Doo-Dah Band, risalente a un anno prima, e riproduce in loop un effetto esilarante. Marcia K2 inaugura una serie di improbabili radiocronache di eventi mondani raccontate da Cerruti, spesso in località impervie e lontane, dove sfilano una serie di avvenimenti appartenenti al mondo dell'assurdo, raccontate liberamente dal sedicente inviato. Blue Moon è una cover dell'evergreen di Richard Rodgers e Lorenz Hart. 
L'album è stato pubblicato nel 1973 su etichetta discografica CBS - in quegli anni amministrata dalla CGD per la distribuzione italiana - in formato LP e musicassetta. È stato successivamente ristampato su etichetta discografica CGD già a partire dallo stesso 1973 e ancora nel 1977, 1981 e 1989. Infine è stato ristampato in CD nel 1993.
Il singolo 38 luglio/Raccontala giusta, primo del gruppo pubblicato già nel 1971, contiene due brani inclusi nell'album. Dall'album è stato inoltre estratto il singolo Ti ho conosciuto in un clubs/La risata triste, pubblicato nello stesso 1973.

## Tracce
1. Troia – 2:45 (musica: Vincenzo Bellini)
2. Non mi mordere il dito – 2:50 (testo: Daniele Pace – musica: The Doors)
3. Indiani a Worlock – 3:17 (testo: Daniele Pace – musica: Stephan Sulke)
4. Raccontala giusta Alfredo – 2:53 (Daniele Pace, Giancarlo Bigazzi, Totò Savio)
5. Il silenzio – 0:40 (Alfredo Cerruti, Daniele Pace, Elio Gariboldi, Giancarlo Bigazzi, Totò Savio)
6. 38 luglio – 4:00 (testo: Daniele Pace – musica: Giancarlo Bigazzi, Totò Savio, Virgilio Savona)
7. Morire in Porsche – 2:45 (testo: Daniele Pace – musica: Serge Gainsbourg)
8. La risata triste – 2:50 (testo: Ettore Carrera, Daniele Pace – musica: Neil Innes)
9. Marcia K2 – 3:50 (Giancarlo Bigazzi, Totò Savio)
10. 1 2 3 4 5 6 7 8 9 rock – 3:45 (Totò Savio)
11. Ti ho conosciuto in un clubs – 3:25 (Daniele Pace, Giancarlo Bigazzi, Totò Savio)
12. Karatè – 3:42 (Alberto Baldan Bembo)
13. Blue Moon – 0:45 (Richard Rodgers, Lorenz Hart)

Durata totale: 37:27

## Crediti

### Formazione
- Alfredo Cerruti - voce
- Totò Savio - voce, chitarra
- Daniele Pace
- Giancarlo Bigazzi
- Elio Gariboldi

### Personale tecnico
- Gli Squallor - produzione discografica
- Alberto Baldan Bembo - arrangiamenti
- Gianfranco Monaldi - arrangiamenti
- Totò Savio - arrangiamenti